# Latorica
Latorica (tiếng Hungary: Latorca; tiếng Slovak: Latorica; tiếng Ukraina: Латориця, đã Latinh hoá: Latorytsia) là phụ lưu tả ngạn của sông Bodrog, thuộc lưu vực sông Danube. Sông chảy trên lãnh thổ Ukraina và Slovakia.

## Mô tả
Chiều dài của sông là 188 km (156,6 km tại Ukraina, 31,4 km tại Slovakia). Diện tích của lưu vực sông là 7.680 km². Lưu lượng nước trung bình tại Chop là 36 m³/s, và 86,8 m³/s tại điểm hợp lưu với Ondava. Độ dốc của sông thay đổi từ 80 m/km ở thượng lưu đến 0,2 m/km ở hạ lưu.
Ở thượng lưu, thung lũng sông có dạng hình chữ V, rộng 100–700 m, có nơi giống như hẻm núi và rộng 40–60 m. Dòng chảy sông hơi quanh co, có nhiều điểm ghềnh. Sông rộng trung bình 15–30 m (lớn nhất 45 m), sâu 2 m. Ở trung lưu, thung lũng sông phần lớn là dạng hình hộp, rộng từ 1–2 km đến 4,5 km. Bề rộng bãi bồi 200–300 m, sông rộng 30–50 m (chỗ rộng nhất hơn 100 m).
Phần hạ lưu của Latorica có một thung lũng rộng được xác định một cách không rõ ràng. Chiều rộng vùng bãi bồi tại hạ du là 4–6 km. Latorica là một con sông đất thấp điển hình ở Slovakia, nó tạo ra một số lượng lớn các khúc quanh co, nhánh nhỏ và các đảo sông. Chiều rộng trung bình của sông là 20–25 m, độ sâu hơn 5 m. Trên lãnh thổ Slovakia, sông chảy qua qua các khu rừng đồng bằng ngập nước và đồng cỏ đầm lầy. Latorica chảy qua đồng bằng Đông Slovak với một bờ kè cao và tạo ra một vùng bãi bồi lớn hai bên bờ. Ở phía nam của nó là đồng bằng Latorická, trong khi ở phía bắc là đồng bằng Kapušianske.

## Vị trí

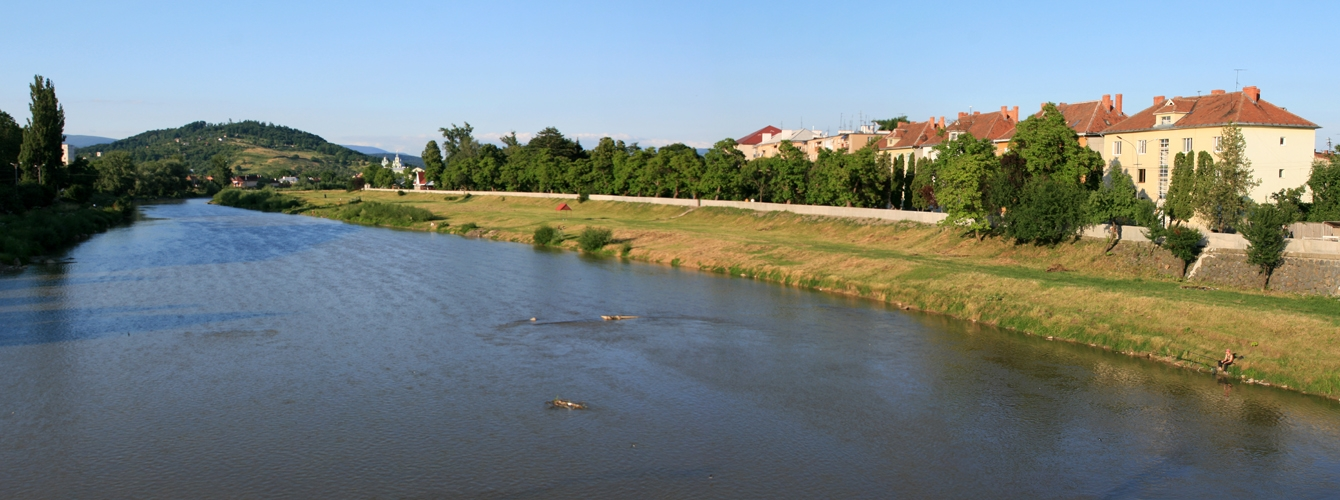
sông Latorica tại Mukachevo, bên bờ sông có kè bê tông chắn lũ

Latorica bắt nguồn từ sườn phía tây nam của rặng núi Vododilnyi gần Kozakova Polonyna, thuộc dãy Karpat Ukraina, phía đông của làng Latirka thuộc tỉnh Zakarpattia. Từ đầu nguồn cho đến đến thành phố Svaliava, dòng chảy Latorica chủ yếu có hướng từ bắc xuống nam, từ Svaliava đến Mukachevo có hướng phía tây nam, từ Mukachevo đến cửa sông thì về hướng tây. Sông băng qua cao nguyên Volovetska, rặng núi Polonynia, bồn địa Svalyavsk và dãy núi Vyhorlat-Hutin, cuối cùng là vùng đất thấp Zakarpattia và đồng bằng Đông Slovakia.
Sông chảy qua các đô thị Svaliava, Mukachevo, Solomonovo, Chop và Veľké Kapušany. Latorica hợp lưu với sông Ondava tại Zemplín.

## Phụ lưu
- Hữu ngạn: Yalovs'kyi strumok, Zhdenivka, Pynya, Matekova, Vyznytsia, Stara, Laborets'.
- Tả ngạn: Beskyd, Slavka, Dubrovytsia, Vycha, Svaliavka, Koropets', Mochonka, Kerepets'.

## Sinh thái
Điều kiện sinh thái của sông Latoria không đạt yêu cầu, vì xa lộ Lviv-Uzhgorod và (một phần) một tuyến đường sắt với lưu lượng lớn chạy dọc sông gần như từ đầu nguồn đến thành phố Mukachevo. Ngoài ra, có những khu định cư lớn trên bờ sông ở thượng lưu và trung lưu, đặc biệt là các thành phố Svaliava và Mukachevo.
Từng có những trận lũ lụt lớn trên sông Latorica, đôi khi tàn phá rất lớn, như trận lũ lụt thảm khốc năm 1998.
Một phần lưu vực sông ở Slovakia thuộc Khu bảo tồn cảnh quan Latorica, "điểm Ramsar số 606", 44,05 km2) được đưa vào danh sách vùng ngập nước quan trọng quốc tế Ramsar kể từ năm 1993.
Trong quá khứ, lòng sông tại Slovakia từng được cải tạo bằng cách nạo vét và xây dựng các đập và kè bảo vệ, phần nào tạo ra lòng sông mới. Khí tự nhiên hiện đang được khai thác ở các khu vực Ptrukša và Veľký Kapušian.